# Earle Rodney
Earle Rodney Hupp (Toronto, 4 de junho de 1888 — Los Angeles, 16 de dezembro de 1932) foi um roteirista, ator e diretor de cinema canadense.
Ele escreveu os roteiros para 108 filmes entre 1926 e 1947 (crédito póstumo). Também atuou em 69 filmes entre 1915 e 1929.